# Listă de romane Diablo
Popularitatea seriei de jocuri video Diablo a dus la publicarea mai multor romane care au loc în universul comun Diablo.

## Romane

### Demonsbane
Demonsbane (2000, ISBN: 0743418999) este o nuvelă electronică scrisă de Robert B. Marks. A apărut și tipărită în antologia Diablo Archive (2008, ISBN: 9781416576990).
În carte, Siggard, singurul supraviețuitor al bătăliei de la Blackmarch, incapabil să-și amintească ultimele ore ale bătăliei – este determinat să-i răzbune pe cei uciși de armata întunericului. În timp ce vânează armata demonică, Siggard reunește adevărul acelei lupte teribile... și constată că coșmarul lui abia începe.
Demonsbane a fost o carte publicată în spiritul „revoluției cărților electronice”. Cu toate acestea, piața pentru cărți electronice era destul de mică la acea vreme și, în ciuda lunilor de publicitate pe battle.net, vânzările au fost mai degrabă de sute de exemplare decât de mii cum s-a anticipat.
Înainte de a fi scris, s-a decis că Demonsbane ar trebui să dea tonul seriei și să ajute la stabilirea Sanctuarului nu numai ca o lume vie a jocului, ci și ca o lume vie în literatură. Ca atare, Marks a construit o mulțime din această lume folosind citate de arome la începutul fiecărui capitol.

### Legacy of Blood
Legacy of Blood (2001, ISBN: 067104155X, reeditare 2017, ISBN: 9781945683015), primul roman bazat pe seria Diablo de la Blizzard Entertainment. Cartea a fost scrisă de Richard A. Knaak⁠(d). Legacy of Blood este destinat cititorilor maturi. Folosește aceeași imagine ca și coperta cutiei de joc Diablo II. A fost parte și a antologiei Diablo Archive din 2008.
Cartea este despre un grup de trei bărbați care dau peste armuri fermecate cu puteri imense despre care habar nu au. Armura ajunge să aparțină unui fost conducător de război pe nume Bartuc, care a fost cel mai brutal dintre toți oamenii care au pășit pe pământ, pictându-și armura în fiecare dimineață cu sângele dușmanilor săi uciși în luptă. El a fost un vrăjitor care putea controla demonii și i-a folosit puterea pentru a prelua orașe și țări pentru a domni cu înverșunare peste întregul pământ. În cele din urmă, a fost ucis în timpul unei lupte uriașe cu mai mulți oameni, inclusiv propriul său frate Horazon. Armura a fost ascunsă într-o temniță întunecată protejată cu puteri magice întunecate, unde stătea latentă chemând în secret personajul principal, Norrec. Norrec se afla printre cei trei jefuitori de morminte când a fost descoperită armura. Cei trei bărbați au ajuns într-o situație îngrozitoare, când Norrec a fost forțat să poarte armura și să trezească din nou puterea legiunilor de demoni și a iadului însuși. Viața lui avea să fie schimbată pentru totdeauna... și cineva s-ar întreba dacă în bine sau nu.

### The Black Road
The Black Road (Drumul negru, 2002, ISBN: 0743426916, reeditare 2018, ISBN: 9781945683121) este un roman de Mel Odom. A fost parte și a antologiei Diablo Archive din 2008.

### The Kingdom of Shadow
The Kingdom of Shadow (Regatul Umbrei, 2002, ISBN: 0743426924, reeditare 2018, ISBN: 9781945683169) este un roman de  Richard A. Knaak. A fost parte și a antologiei Diablo Archive din 2008.

### Moon of the Spider
Moon of the Spider (Luna păianjenului, 2006, ISBN: 0743471326, reeditare 2023, ISBN: 9781956916171) este al treilea roman situat în universul Diablo scris de Richard A. Knaak.
Condus de coșmaruri către ruinele unui mormânt misterios, Lordul Aldric Jitan speră să trezească un rău teribil care a adormit de la căderea orașului Tristram. Atras de întunericul tot mai mare de pe pământ, enigmaticul Necromant Zayl, dă peste complotul lui Jitan, fără să știe că unul dintre propriii săi frați a pus în mișcare aceste evenimente groaznice. Acum, în timp ce Luna cerească a Păianjenului răsare, demonul nefast, Astrogha, se pregătește să-și dezlănțuie slujitorii în lumea Sanctuarului.

### Diablo: The Sin War
The Sin War (Războiul Păcatului) este o trilogie de romane plasate în universul Diablo al Blizzard Entertainment, scrise de Richard A. Knaak. Spune povestea lui Uldyssian în timp ce este atras în bătălia dintre Templul Triunei, condus de Primus sub Lucion; Fiul lui Mefisto și Catedrala Luminii condusă de îngerul rebel Inarius. Uldyssian simte că ambele părți sunt corupte și nu vrea să aibă nimic de-a face cu niciuna dintre ele. Când este acuzat că a ucis unul dintre misionarii lor, el fuge din orașul său natal, Seram, în timp ce începe să-și descopere propriile puteri ciudate. El decide să-i învețe pe alții cum să le folosească și adună mai mulți cu el, dar Templul și Catedrala își doresc puterile lui și nu se vor opri de la nimic pentru a le obține.
- Birthright (2006, ISBN: 0743471229, reeditare 2019, ISBN: 9781945683473)
- Scales of the Serpent (Solzii șarpelui, 2007, ISBN: 0743471237, reeditare 2019, ISBN: 9781945683596)
- The Veiled Prophet (2007, ISBN: 0743471245, reeditare 2020, ISBN: 9781950366125)

Această trilogie a fost realizată ca o colaborare între Richard și Chris Metzen (Blizzard), așa că este considerată material canonic în universul Diablo.

### Diablo III: The Order
Diablo III: The Order (Diablo III: Ordinul, 2012,ISBN: 9781416550785, cu copertă broșată în 2013, ISBN: 9781451645651, reeditare 2021, ISBN: 9781950366514) este un roman de Nate Kenyon⁠(d).

### Diablo III: Heroes Rise, Darkness Falls
Diablo III: Heroes Rise, Darkness Falls (2012, ISBN: 9781416550907) este o antologie de Micky Neilson, James Waugh, Cameron Dayton, Matt Burns, Michael Chu și Erik Sabol.

### Diablo III: Storm of Light
Diablo III: Storm of Light (Diablo III: Furtuna luminii, 2014, ISBN: 9781416550808) este un roman de Nate Kenyon.

### Diablo III: Morbed
Diablo III: Morbed (2014, ISBN: 9781476789460) este o nuvelă electronică de Micky Neilson.

## Cărți și benzi desenate

### Diablo: Tales of Sanctuary
Diablo: Tales of Sanctuary (2001, ISBN: 156971682X) este o carte de benzi desenate de Francisco Ruiz Velasco, Dave Land și Phil Amara, publicată de Dark Horse Comics.

### Diablo III: Book of Cain
Diablo III: Book of Cain (Diablo III: Cartea lui Cain, 2011, ISBN: 9781608870639, cu copertă broșată în 2016, ISBN: 9781608878024) este o carte cu text de Flint Dille și regie artistică de Glenn Rane, Doug Gregory și Jeremy Cranford. A fost primul produs bazat pe jocul Diablo III de la Blizzard Entertainment.
În timpul Comic-Con-ului de la San Diego din 2011, vicepreședintele senior al design-ului creativ de la Blizzard Entertainment, Chris Metzen, a dezvăluit mai multe detalii despre Diablo III: Book of Cain.

### Diablo: Sword of Justice
Diablo: Sword of Justice (Diablo: Sword of Justice, 2012, reeditare 2021, ISBN: 9781950366446) este o serie de benzi desenate de Aaron Williams și Joseph Lacroix, publicată inițial de DC Comics.

### Diablo III: Book of Tyrael
Diablo III: Book of Tyrael (Diablo III: Cartea lui Tyrael, 2013,ISBN: 9781608872794, cu copertă broșată în 2016, ISBN: 9781608878031) este o carte de Matt Burns și Doug Alexander.

### Book of Adria: A Diablo Bestiary
Book of Adria: A Diablo Bestiary (Cartea lui Adria: Un bestiar Diablo, 2018, ISBN: 9781945683206) este o carte de Robert Brooks și Matt Burns.